# Belmont (Kalifornia)
Belmont – miasto w Stanach Zjednoczonych, w stanie Kalifornia, w hrabstwie San Mateo.

## Współpraca
Miejscowość partnerska:
- Namur, Belgia